# Stříbro
Stříbro (en allemand : Mies) est une ville du district de Tachov, dans la région de Plzeň, en Tchéquie. Sa population s'élevait à 8 145 habitants en 2024.

## Géographie
Stříbro est arrosée par la rivière Mže et se trouve à 27 km à l'est de Tachov, à 27 km à l'ouest de Plzeň et à 109 km au sud-ouest de Prague.
La commune est limitée par Černošín, Záchlumí, Kšice, Únehle et Erpužice au nord, par Pňovany, Sulislav, Vranov, Sytno, Hněvnice et Heřmanova Huť à l'est, par Kostelec et Kladruby au sud, par Benešovice au sud-ouest, et par Svojšín à l'ouest.

## Histoire
Stříbro tient son nom du mot tchèque stříbro qui signifie « argent », car des mines d'argent étaient autrefois exploitées dans la région.

## Administration
La commune se compose de sept sections :
- Butov ;
- Jezerce ;
- Lhota u Stříbra ;
- Milíkov ;
- Otročín ;
- Stříbro ;
- Těchlovice.

## Transports
Par la route, Stříbro se trouve à 31 km de Tachov, à 37 km de Plzeň  et à 132 km de Prague. 
Stříbro se trouve à 8 km d'un accès ( 107 Ostrov) de l'autoroute D5, qui relie Prague à la frontière allemande par Plzeň.